# Saint-Romain-de-Benet
Saint-Romain-de-Benet település Franciaországban, Charente-Maritime megyében. Lakosainak száma 1777 fő (2022. január 1.). Saint-Romain-de-Benet Balanzac, Le Chay, Corme-Écluse, Corme-Royal, Meursac, Pisany, Sablonceaux, Saujon és Thézac községekkel határos.

## Népesség
A település népessége az elmúlt években az alábbi módon változott:
| Lakosok száma | 1130 | 1157 | 1244 | 1567 | 1678 | 1689 | 1712 | 1733 | 1760 | 1777 |
|               | 1968 | 1982 | 1990 | 2006 | 2013 | 2015 | 2017 | 2019 | 2020 | 2022 |